# Solanum premnifolium
Solanum premnifolium là loài thực vật có hoa trong họ Cà. Loài này được (Miers) Bohs miêu tả khoa học đầu tiên năm 1995.